# Pina Pellicer
Pour les articles homonymes, voir Pellicer.
Pina Pellicer, née le 3 avril 1934 à Mexico et morte le 4 décembre 1964 à Mexico, est une actrice de cinéma mexicaine.

## Biographie
Pina Pellicer est l'une des actrices mexicaines préférées de son pays. Alors que dans le cinéma mexicain le mélodrame et le jeu « artificiel » étaient la norme, elle se démarqua à son époque par son jeu réaliste. Son interprétation la plus célèbre est certainement Louisa dans La Vengeance aux deux visages de Marlon Brando. Elle se suicida le 4 décembre 1964, la cause présumée étant la dépression.

## Filmographie
- 1960 : Macario de Roberto Gavaldón
- 1961 : La Vengeance aux deux visages de Marlon Brando
- 1962 : Rogelia de Rafael Gil
- 1963 : Días de otoño de Roberto Gavaldón
- 1965 : El Pecador de Rafael Baledón